# Ikirun
Ikirun – miasto położone w południowo-zachodniej Nigerii (stan Osun). Miasto w 2001 roku zamieszkiwało 280 000 mieszkańców.
Jest ważnym ośrodkiem handlowym dla okolicznych regionów rolniczych (uprawa bawełny, tytoniu) oraz przemysłu (przemysł spożywczy, włókienniczy). Rozwinięte jest rzemiosło (głównie tkactwo).